# Galapaški otoki
Galapáški otóki (špansko Islas Galápagos, uradno Archipiélago de Colón)  so arhipelag 14 večjih otokov, 3 manjših otokov in 107 otočkov in čeri v Tihem oceanu okrog 1000 km zahodno od obale Južne Amerike, prečka jih tudi ekvator. Politično so del Ekvadorja, province Manabi, vendar s posebno ureditvijo. Galapaški arhipelag obsega 7.880 km² kopnega, vsega skupaj z morjem pa 45.000 km² oceana.
Galápago pomeni v španščini želvji oklep, ki je obokan, pri nekaterih podvrstah želv velikank ima na mestu vratu sedlo.
Otočje je sestavljeno iz 14 glavnih in nekaj manjših otokov: (Isabela, Santa Cruz, San Salvador tudi (Santiago, James), Fernnandina, San Cristobal, Floreana (Santa Maria), Marchena, Española, Pinta, Santa Fe, Genovasa, Pinzón, Baltra, Plaza (severni in južni otok) in Rábida), na skrajnem severozahodu ležita še otočka Darwin in Wolf in več kot 100 manjših otočkov in čeri.
Pet otokov je naseljenih: Santa Cruz (okoli 24.000 prebivalcev, stanje leta 2011), San Cristobal (9.000 prebivalcev), Isabela (približno 1200 prebivalcev), Floreana (Santa Maria) (približno 150 prebivalcev) in Baltra (Seymour Sur) (vojaško oporišče z do 400 vojaki, zaposlenimi v obalni straži). V letu 2006 je bilo na vseh otokih skupaj 19.184 prebivalcev. Do leta 2011 se je njihovo število povečalo s priseljevanjem iz celine na več kot 30.000 prebivalcev. Uprava Nacionalnega parka ocenjuje to kot kritično. Dohodek na prebivalca v provinci Galapagos je daleč največji od vseh provinc v Ekvadorju, kriminala je najmanj, tako da se dotok domačih ekonomskih migrantov kljub prepovedi priseljevanja nadaljuje.
Za izredno in edinstveno rastlinstvo in živalstvo otokov velja Unescova zaščita svetovne dediščine. Približno 97 % na območja otočja Galapágos in 99 % okoliškega morja ima status izključne ekonomske cone tako so okolje, kmetijstvo in ribištvo strogo nadzorovani. Uporaba in križarjenje v teh vodah je strogo urejeno. Nadzor opravlja Uprava narodnega parka s sedežem v kraju Puerto Ayora na otoku Santa Cruz.

## Otoki

### Večji otoki
Otoki površine več kot 1 km²:
| Otok                   | Staro Ime       | V- skupini | Kanton        | Raziskava         | Višina m | Površina km² |
| ---------------------- | --------------- | ---------- | ------------- | ----------------- | -------- | ------------ |
| Isabela                | Albemarle       | zahodna    | Isabela       | Wolf              | 1707     | 4855         |
| Santa Cruz             | Indefatigable   | centralna  | Santa Cruz    | Cerro Crocker     | 864      | 986          |
| Fernandina             | Narborough      | zahodna    | Isabela       | La Cumbre         | 1476     | 642          |
| Santiago               | James           | centralna  | Santa Cruz    | Cerro Pelado      | 907      | 585          |
| San Cristóbal          | Chatham         | vzhodna    | San Cristóbal | Cerro San Joaquín | 730      | 558          |
| Floreana (Santa María) | Charles         | vzhodna    | San Cristóbal | Cerro Pajas       | 640      | 173          |
| Marchena               | Bindloe         | severna    | Santa Cruz    |                   | 343      | 130          |
| Española               | Hood            | vzhodna    | San Cristóbal |                   | 206      | 61           |
| Pinta                  | Abington        | severna    | Santa Cruz    |                   | 777      | 59           |
| Baltra                 | Južni Seymour   | centralna  | Santa Cruz    |                   | ...      | 27           |
| Santa Fé               | Barrington      | centralna  | San Cristóbal |                   | ...      | 24           |
| Pinzón                 | Duncan          | centralna  | Santa Cruz    |                   | 458      | 18           |
| Genovesa               | Tower           | severna    | San Cristóbal |                   | 64       | 14           |
| Rábida                 | Jervis          | centralna  | Santa Cruz    |                   | ...      | 5            |
| Severni Seymour        | Severni Seymour | centralna  | Santa Cruz    |                   | ...      | 2            |
| Tortuga                | Brattle         | zahodna    | Isabela       |                   | ...      | 1,3          |
| Wolf                   | Wenman          |            | Isabela       |                   | 253      | 1,3          |
| Bartolomé              | Bartholomew     | centralna  | Santa Cruz    |                   | 114      | 1,2          |
| Darwin                 | Culpepper       |            | Isabela       |                   | 165      | 1,1          |
| Galapagos              | Colón           |            |               | Wolf              | 1707     | 8010         |

### Manjši otoki
Med številnimi manjšimi otoki in čermi so pomembni še Kitajski klobuk (Chinese hat), Daphne (Daphne Mayor), Plaza Sur, neimenovan in precej osamljen otok Roca Redonda, pomemben zaradi ptic, ki tam gnezdijo.

### Naseljeni otoki
| Otok          | prebivalci | glavno mesto            | druga okrožja (z vasmi)                                                                 |
| ------------- | ---------- | ----------------------- | --------------------------------------------------------------------------------------- |
| Isabela       | 950        | Puerto Villamil         | Tomás de Berlanga (z Las Merceditas, San Antonio de los Tintos, Cerro Azul in Alemania) |
| Santa Cruz    | 15000      | Puerto Ayora            | Bellavista (z El Occidente in El Carmen), Santa Rosa (s Saasaca)                        |
| San Cristóbal | 5600       | Puerto Baquerizo Moreno | Progreso (s La Soledad, El Socavon, Tres Palos in El Chino)                             |
| Floreana      | 100        | Puerto Velasco Ibarra   | —                                                                                       |
| Baltra        | ...        | Letališče Seymour       | — (del občine Santa Rosa na Santa Cruzu)                                                |
| Galapagos     | 21700      | Puerto Baquerizo Moreno | —                                                                                       |

Druga mesta so še La Cascada, to je slum na severu Puerto Ayora in El Mirador, gradbeni projekt za 1000 stanovanj na obrobju Puerto Ayora.

## Zgodovina
Galapaške otoke so 10. marca 1535 po naključju odkrili Španci. Tomás de Berlanga, 4. panamski škof, je plul s svojimi možmi na poti v Peru, da bi rešil spor med Franciscom Pizarrom in njegovimi poročniki in z ladjo nasedel na enem od vulkanskih otokov. Na njih so preživeli nekaj dni in iskali pitno vodo. Ker je niso našli, so pili kaktusov sok in lovili morske leve in želve velikanke. Razočarani so odšli, a kljub temu v Španijo poročali o zanimivih živalih, ki so jih videli.
Galapaško otočje se prvič pojavi na zemljevidu leta 1570 pod imenom Insulae de los Galopegos (otoki želv).
Prvi angleški kapitan, ki je leta 1593 obiskal Galapaške otoke, je bil Richard Hawkins. Do začetka 19. stoletja, so arhipelag večinoma angleški piratin pogosto uporabljali kot skrivališče, ko so napadali španske galeje Galleon, natovorjene z zlatom in srebrom, na poti iz Južne Amerike v Španijo. Leta 1684 je pirat William Ambrose Cowley izdelal prvo osnovno navigacijsko karto otočja in nekatere otoke poimenoval z imeni angleške kraljeve družine. Leta 1807 je Irec Patrick Watkins prišel na današnji otok Floreana in na njem preživel dve leti, nakar se je vrnil na celino.
12. februarja 1832 je general José María Villamil otoke zasedel v imenu Ekvadorja in jih imenoval Arhipelag del Ekvador, postal prvi guverner otočja, angleška imena nekaterih otokov pa zamenjal s španskimi. Začelo se je prvo stalno naseljevanje otokov in sicer kot kazenska kolonija za vojake in kriminalce, ki so tukaj pridobivali gvano, na otoku San Cristobal pa tudi premog. Za njimi so prišli lovci na kite, ki jih je bilo okoli otočja v izobilju. Leta 1835 je otoke prvič obiskal Charles Darwin. Leta 1892 so v čast Krištofu Kolumbu otoke preimenovali v Archipiélago de Colón.
Z izgradnjo Panamskega prekopa, so Galapaški otoki pridobili strateški pomen. Ko so Japonci v 2. svetovni vojni napredovali v vojaškem spopadu v Tihem oceanu, so ZDA dobile dovoljenje Ekvadorske vlade za gradnjo letališke steze in male pomorske baze na otoku Baltra. Po vojni so ZDA otok vrnile in sedaj TAME (Transporte Aereo Militar Ecuadoriano) uporablja stezo za civilno letališče.
Leta 1959 je Ekvadorska vlada razglasila Galapaške otoke za Nacionalni park. Od leta 1978 je UNESCO otoke sprejel na seznam svetovne dediščine. Leta 1996 so bili razglašeni kot morski rezervat pod okriljem Instituto de Forestal Naturales y Ecuatoriano Vida Silvestre. Leta 1998 je bil za varstvo morskega rezervata sprejet tudi zakon. Leta 2001 je bila svetovna naravna dediščina razširjena še na morski rezervat. Od leta 2007 do 2010 je UNESCO ugotovil tolikšno ogroženost naravne dediščine, da jo je leta 2010 vpisal na Rdeči seznam.

## Naravne danosti

### Podnebje
Galapaško otočje leži na stičišču različnih morskih tokov. Otočje ima svojevrstno podnebje, ki jo oblikujeta hladen Humboldtov tok (El Nina) in topel Panamski tok (El Nino). Prvi prinaša hladno vodo iz globin Antarktike z juga in prevladuje od julija do decembra. Povzroča hladnejše in bolj oblačno vreme. Drugi priteče s severa, od koder prinaša toplo vodo, ki jo je v Panamskem zalivu segrelo toplo tropsko sonce. Prevladuje med januarjem in junijem, ko ob sončnih dnevih prinaša z vlago nasičen zrak. To povzroča redne popoldanske plohe. Sicer je padavin na otokih malo in so odvisne od nadmorske višine. Tako v nižinah pade okoli 250 mm dežja, v višinah pa do 800 mm dežja. Pri tem je za višine značilno vlažno pršenje iz megle imenovano garua.
Področje Galapaških otokov pokriva v nižjih legah polpuščava s skromnim grmičevjem in kaktejami predvsem opuncijami. V višjih predelih prevladuje zimzeleni megleni gozd, nad 600 m pa travna stepa. Gozd pokriva 39% površine vseh otokov.
Leta 1999 je El Nino povzročil hudo škodo koralam in uničil približno 60 odstotkov pingvinov. 

### Geologija
Pravijo da so Galapaški otoki zaradi pogostih vulkanskih izbruhov rojeni iz ognja in so ena od vročih točk na zemlji. V zadnjih 200 letih je bilo kar 50 izbruhov, ki so ogrožali edinstveno rastlinstvo in živalstvo in ustvarjali nove otoke oziroma širili obstoječe.
Najstarejši otoki so stari 5 - 10 milijonov let, večina pa je nastala pred 4 do 5 milijoni let in sodijo v mlajšo geološko zgodovino. Nahajajo se na površini še posebej vročega dela zemeljskega plašča in so zato aktivnosti še močneje izražene.
Ko se premikajo tektonske plošče (cca 5 cm na leto) - severni rob Nasca tektonske plošče - se pojavljajo večje vulkanske aktivnosti na zahodu (novi otoki), kjer so otoki najmlajši (Fernandina, Isabela) in manjše na vzhodu, kar je razvidno iz sestave kamnin. Ti novejši otoki so stari samo 1-2 milijona let. Vulkan La Cumbre na Fernardini je nazadnje bruhal aprila 2009. Relativno sveža bazaltna lava se vidi tudi na otoku Isabela.
V splošnem so otoki nastali kot posledica izbruha bazaltne lave in še danes širijo svoje obale. Njihovemu nastanku je botrovala kombinacija vulkanske aktivnosti, dežja in morja. Primer oblike otoka Genovese - četrtinka lune s potopljenim jedrom in skale Pinnacle na Bartolomeu pričajo, da so otoki "rojeni iz ognja in kaljeni z morjem". Te naravne sile so ustvarile okolje za nastanek posebnih živali in rastlin, ki sedaj živijo na teh otokih.

### Živali in rastline
Zaradi svoje oddaljenosti od drugih kopnih delov, so za Galapaške otoke značilne endemične živalske in rastlinske vrste. Omembe vredne vrste so:
- Galapaški kopenski levgan (Conolophus spp);
- Morski legvan (Amblyrhynchus cristatus), je legvan, ki se hrani v morju;
- Galapaške želve velikanke (Chelonoidis nigra), znane kot galápago v španščini, kar je dalo otokom ime;
- Galapaška zelena želva (Chelonia mydas agassisi), podvrsta zelene želve;
- Morske kumare, ki so postale vzrok okoljskih bitk z ribiči zaradi ribolovnih kvot (v Aziji je to draga specialiteta);
- Neleteči kormoran (Phalacrocorax harrisi);
- Velika burnica in veličastna burnica (Fregata magnificens)
- Modronogi strmoglavci (Sula nebouxii);
- Galapaški pingvin (Spheniscus mendiculus), edini še živeči tropski pingvin
- Albatros (Phoebastria irrorata), edini tropski albatros
- Galapaški sokol (Buteo galapagoensis), glavni smetar otokov ali "okoljska policija"
- Štirje endemični Galapaški oponašalci (mockingbirds), za katere je že Darwin opazil, da se razlikujejo od otoka do otoka
- Trinajst endemičnih ptičev pevcev imenovanih Darwinovi ščinkavci. Med njimi je tudi ostro kljunati Geospiza difficilis septentrionalis, ki se včasih imenuje "vampirski ščinkavec" zaradi njegove navade, da sesa kri in Camarhynchus pallidus, ščinkavec podoben žolni
- Galapaški morski lev (Zalophus wollebaeki), ki je v sorodu s kalifornijskim morskim levom, vendar nekoliko manjši

Uvajanje tujih vrst in lova v 19. stoletju je prineslo skorajšnje izumrtje nekaterih vrst. Galapaška velika želva je bila dolgo časa zelo ogrožena, ker so v 18. stoletju na otoke pripelajli koze, ki so želvam odžirale hrano. Leta 2007 so začeli koze načrtno ubijati in do danes so jih iztrebili. Ptice in druge živali, ki so imele preko milijon let posebne habitate na otokih, so z naseljevanjem ljudi, ki so s seboj pripeljali majhne tuje plenilce (pse, mačke in podgane), postali ogroženi. V zalogah hrane so pogosto paraziti in klice, ki tako pridejo do živali in rastlin na otokih. V zadnjih desetih letih so na otočju zasledili okoli 200 novih vrst. Med paraziti so tudi taki, ki sesajo kri mladih ščinkavcev ali povrozačajo malarijo. Sadna muha Ceratitis capitata je nevarna nadloga, saj lahko okuži veliko različnih vrst pridelkov in njihovi plodovi zato gnijejo. To vse je velika grožnja Galapaškim otokom.
Nekatere izmed najbolj škodljivih uvedenih rastlin so: guayaba ali guava (Psidium guajava), avokado (Persea americana), kininovec (cascarilla pubescens), balza (Ochroma pyramidale), gorske maline (Rubus niveus), različni citrusi (pomaranče, grenivke, limone ), drevesa floripondio, higuerilla (Ricinus communis) in slonova trava (Pennisetum purpureum). Te rastline so se razširile na velika območja in izrinile endemične vrste v vlažnih območjih otokov San Cristobala, Floreane, Isabele in na Santa Cruzu. To pa so le nekatere izmed vnesenih vrst na Galapaških otokih, ki so škodljive. Danes je na otokih naseljenih že več kot 700 rastlinskih. Avtohtonih in endemičnih vrst je le 500. Ta razlika povzroča velik okoljski problem.

## Charles Darwin in Galapaški otoki
Charles Darwin je Galapaške otoke obiskal v okviru svojega prvega potovanja z ladjo Beagle v letih 1831-1837. Tukaj je opazoval vrsto ščinkavca in ugotovil, da se razen po obliki kljuna, ne razlikujejo od ščinkavcev v Južni Ameriki. Ugotovil je, da je to posledica različne vrste hrane, kateri so se morali kljuni prilagoditi. Prav tako je izvedel, da se želve razlikujejo od otoka do otoka po različnih oklepih. Vzorce ptičev, ki jih je prinesel domov, je kasneje uredil in pregledal s pomočjo ornitologa Johna Goulda (1804-1881) in spoznal, kako majhna je razlika med vrsto in variacijo ter tako zasnoval teorijo o geografski specializaciji.
S knjigo Darwinovi ščinkavci (1947) David Lack uveljavil izraz "Darwinovi ščinkavci" kot tipičen primer prilagodljivosti vrst na oceanskih otokih. Danes so Galapaški otoki laboratorij za opazovanje razvoja.

## Ohranjanje narave inbiotske raznovrstnosti
Po razglasitvi nacionalnega parka ter vzpostavitvi Darwinovega raziskovalnega centra (Charles Darwin Research Station), na otokih vse bolj prevladuje turizem in ribištvo. Prvotno sanjsko destinacijo za biologe je zamenjal interes gospodarstva, vendar pod strogim nadzorom okoljevarstvenikov.
Morsko območje okoli otokov je bogato z ribami. Ker so pri Japoncih in Kitajcih posebej priljubljene plavuti morskega psa in morske kumare, je lov nanje najbolj vabljiv. Ulov morske kumare je dovoljen pod strogo določenimi pogoji, lov na morske pse pa je prepovedan. Na splošno je lov v morskem rezervatu zelo omejen in dovoljen samo pod določenimi pogoji in je možen samo za nekatere vrste. Pogosto prihaja do konfliktov med naravovarstveniki in ribiči, ki se čutijo ovirani. Marca in junija 2004 so nastali nemiri tako, da so bili na Darwinovi raziskovalni postaji in v Upravi Nacionalnega parka onemogočeni dva tedna. Po pogajanjih so se sporazumeli in določili nove kvote, ki pa jih ribiči niti ne dosegajo kar pomeni, da so se zaloge morskega življa močno zmanjšale.
Tako je v aprilu 2007 ekvadorska vlada razglasila otoke s svojim edinstvenim rastlinstvom in živalstvom za območje ekološkega tveganja. Turizem, letalstvo in ribištvo je treba omejiti tudi v prihodnje. Ekvador je želel, da bi UNESCO otoke pod svoje varstvo sprejel precej prej, kot se je to dejansko zgodilo. Junija 2007 je tako UNESCO razvrstil otoke na rdeči seznam ogrožene svetovne dediščine. Urejanje turizma, omejitve naseljevanja in težnje po samozadostnosti pri energentih in hrani je pripomoglo, da so otočje v juliju 2010 odstranili s seznama. Še vedno pa velja, da je ogrožena več kot polovica vseh endemičnih vrst in ena od petih rastlinskih vrst.. Sedaj obstajajo stroga pravila za letalske polete za turiste, kot tudi za priseljevanje lokalnega prebivalstva.

## Turizem
Turizem je na Galapaških otokih, ki je sedaj največji vir prihodkov, tudi največja grožnja za krhek ekosistem in divje živali.
Turisti vedno znova, predvsem v organiziranih skupinah, prihajajo z letali na otoke Baltra in San Cristobal, kjer sta letališči. Skupina se odloči za križarjenje ali za posamezne izlete, pri čemer bivajo na enem od otokov. Glavna pristanišča za križarjenje so: Baltra, Puerto Ayora (Santa Cruz) in Puerto Baquerizo Moreno (San Cristobal). Po vpisu v Unescovo dediščino se izvaja stroga kontrola nad turističnimi tokovi. Od leta 2009 je bil uveden nov sistem za nadzor - tako imenovana INGALA kartica (v španščini: Tarjeta de Control de Transito TCT). To je neke vrste elektronski vizum, ki ga je treba kupiti pred odhodom na otočje. Ideja tega vizuma je, da se prepreči nezakonito priseljevanje, zlasti delavcev, pa naj bodo to tujci ali domačini.
Večji turistični otoki so: Santa Cruz z mestom Puerto Ayora (turistično središče otočja z zelo dobro turistično infrastrukturo) in otok San Cristobal z mestom Puerto Baquerizo Moreno (upravno središče in drugo največje letališče), sledi otok Isabela z mestom Puerto Villamil (tudi majhno lokalno letališče) in Floreana z naseljem Puerto Velasco Ibarra. Južni otok Baltra (Seymour) nima samo turističnega pomena ampak je na njem tudi letališče in pristanišče za križarjenje.
V letu 2009 je Galapaško otočje obiskalo skupaj 163.480 turistov, do sedaj rekordno pa je bilo leto 2008 s 173.420 obiskovalci. Največje skupine turistov prihajajo iz ZDA (27%), Velike Britanije (7%), Nemčije (4%) in Kanade (4%). Večina turistov (49,8%) po otočju križari po enem od ponujenih programov. Velik del turistov pride preko letališča Baltra (78%). Na Galapaškem otočju imajo (Stanje: 2008) skupaj 77 ladij. Skupaj je sedaj izdanih 86 licenc za prevoz turistov. Ladje lahko na teden prepeljejo max. 1.866 turistov. Letalski prevozniki imajo na dan na voljo 500 do 800 sedežev. Od septembra 2010, se je z vstopom letalske družbe LAN Ecuador, kapaciteta povečala za 150 sedežev na dan.